# Ladislav Grosman
Ladislav Grosman (4. února 1921, Humenné – 25. ledna 1981, Tel Aviv) byl slovenský spisovatel židovského původu. V 60. letech publikoval převážně česky, lze ho tedy vnímat i jako českého spisovatele.

## Život
Jeho otec byl řemenář. Protižidovské zákony Slovenského štátu Grosmanovi znemožnily studovat, pracoval tedy jako cihlářský dělník. Poté byl internován v pracovním táboře, ale podařilo se mu uprchnout. V roce 1944 se zapojil do Slovenského národního povstání. Po válce vystudoval Vysokou školu politickou a sociální, později přidal ještě studium psychologie na Vysoké škole pedagogické v Praze. V Praze se ve svých textech přiklonil k češtině. Po okupaci Československa v roce 1968 emigroval do Izraele, kde přednášel slovanské literatury na Bar-Ilanově univerzitě v Tel Avivu.

## Dílo
Vstoupil do literatury roku 1965 novelou Obchod na korze, která tragikomicky líčila atmosféru klerofašistického Slovenského štátu. Text měl mimořádný ohlas, Grosman ho přepracoval i do podoby filmového scénáře, který byl natočen Jánem Kadárem a Elmarem Klosem. Film získal v roce 1966 Oscara, jako dosud jediný slovenský film v historii.
Podobnou tematiku jako Obchod na korze měla i sbírka povídek Nevěsta. V exilu vydal ještě jednu sbírku kratších próz nazvanou Hlavou proti zdi, kde se objevují již i nová prostředí. Z pozůstalosti byla vydána próza Z pekla štěstí.